# هیپوگلیسین بی
هیپوگلیسین بی (به انگلیسی: Hypoglycin B) با فرمول شیمیایی C۱۲H۱۸N۲O۵ یک ترکیب شیمیایی با شناسه پاب‌کم ۴۴۱۴۴۵ است. که جرم مولی آن ۲۷۰٫۱۲۱۶ g/mol می‌باشد. 